# Sípcsontvédő

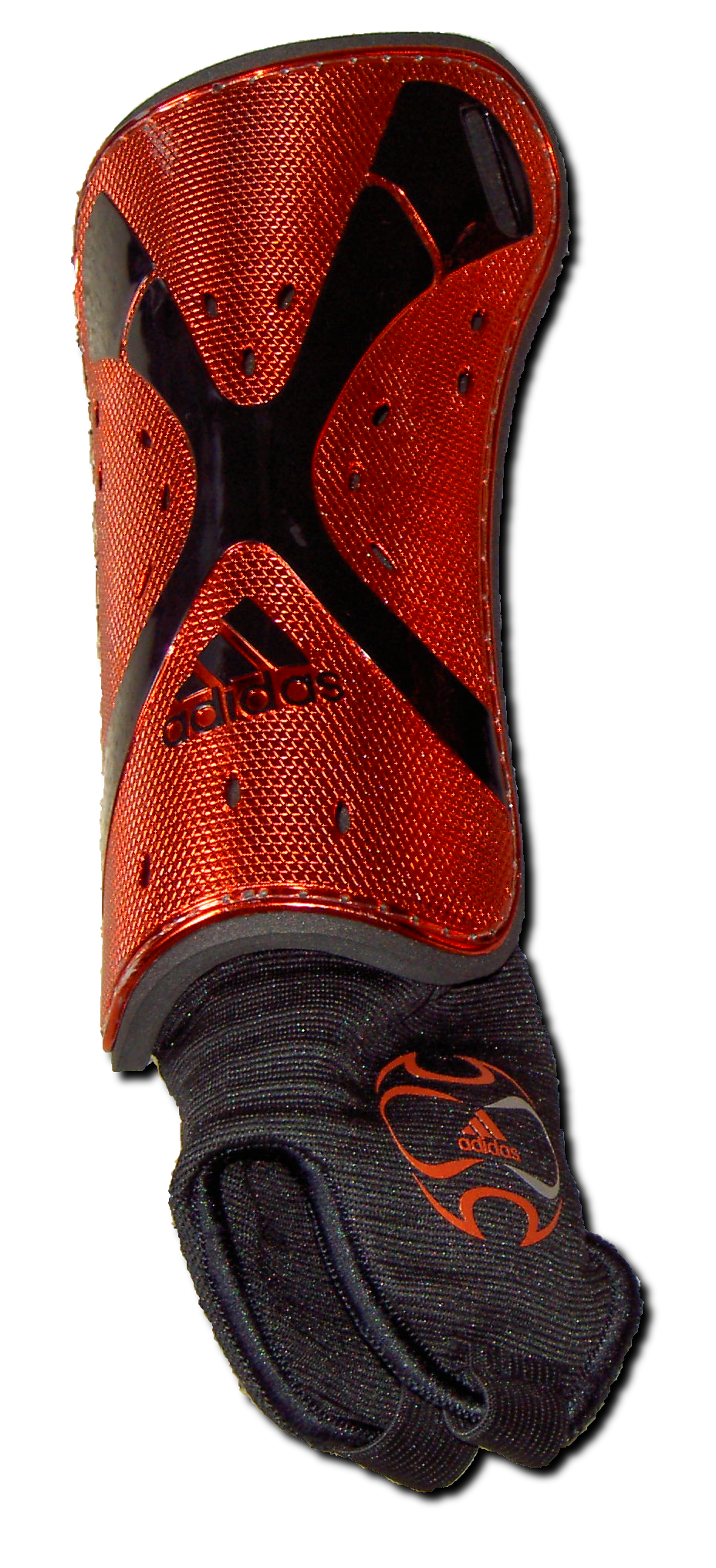
Labdarúgó sípcsontvédő

A sípcsontvédő a felszerelés része, amit a jégkorongban, a görhokiban, a labdarúgásban és egyéb sportokban használnak, ahol szükségesnek találják. A játékosok sípcsontjának a megvédésére szolgál a labdától illetve a becsúszások vagy megrúgások okozta sérülésektől, a görhokiban a hokiütőtől, a jégkorongban pedig a korongtól és az ütőtől származó sérülések elkerülése érdekében. Gyakran tépőzárral látják el, hogy jobban rögzíthető legyen a lábhoz. A legtöbb iskolában kötelezővé akarják tenni, a hivatásos klubok és csapatok pedig elrendelték a használatát a sérülések csökkentése érdekében.